# Parque nacional marino Saguenay-Saint-Laurent
El Parque nacional marino Saguenay-Saint-Laurent (en inglés, Saguenay–St. Lawrence Marine Park; en francés, Parc marin du Saguenay–Saint-Laurent) es uno de los dos parques nacionales marinos en el sistema de parques nacionales de Canadá, localizado donde el fiordo del río Saguenay se encuentra con el estuario del San Lorenzo. Es el primer parque nacional establecido en la provincia de Quebec cuyo fin es proteger puramente el medio ambiente marino.

## Fauna
Se pueden encontrar en el parque distintas especies de ballenas y en especial, belugas.